# Colt Model 1871-72 Open Top Revolver
Le Colt Model 1871-72 Open Top Revolver, est un revolver avec une platine à simple action et un barillet de 6 cartouches. De calibre .44 Henry, à percussion annulaire, il était fabriqué dans l'usine Colt à Hartford. il fut produit à 7 000 exemplaires.

## Histoire
Le brevet de 1855 de Rollin White, ancien collaborateur de Colt, était la propriété de Smith & Wesson. Il interdisait à Colt de produire des revolvers à barillet percé de part en part. Après l’expiration de ce brevet en avril 1869, les constructeurs de Colt, C. B. Richards et William Mason, ont développé, sur la base des revolvers à chargement par la bouche à trois éléments séparés, la carcasse, le canon et le barillet, des revolvers à cartouches. Une de ces armes était le Colt Model 1871–72 Open Top Revolver. Contrairement aux Colts du type Conversion, il n’utilisait pas, à l’exception de la crosse, des pièces anciennes. Avec son cadre ouvert, il souffrait d’une certaine fragilité, comme tous ses prédécesseurs.  
Le revolver Colt Open Top a été développé spécialement pour la cavalerie des États-Unis, afin de remplacer le Colt 1860 Army et ses conversions utilisant des cartouches métalliques, mais il ne fut jamais adopté par l'armée américaine. L’officier responsable de l' Ordnance Departement pour l'évaluation des armes, le capitaine John R. Edie préféra le Colt Single Action Army avec sa carcasse fermée et sa cartouche à percussion centrale de calibre .45 Long Colt, plus puissante.
La plupart des revolvers Colt Open Top étaient vendus dans l’ouest américain et au Mexique à des propriétaires d'un fusil Henry et Winchester Modèle 1866 qui utilisaient la même cartouche.

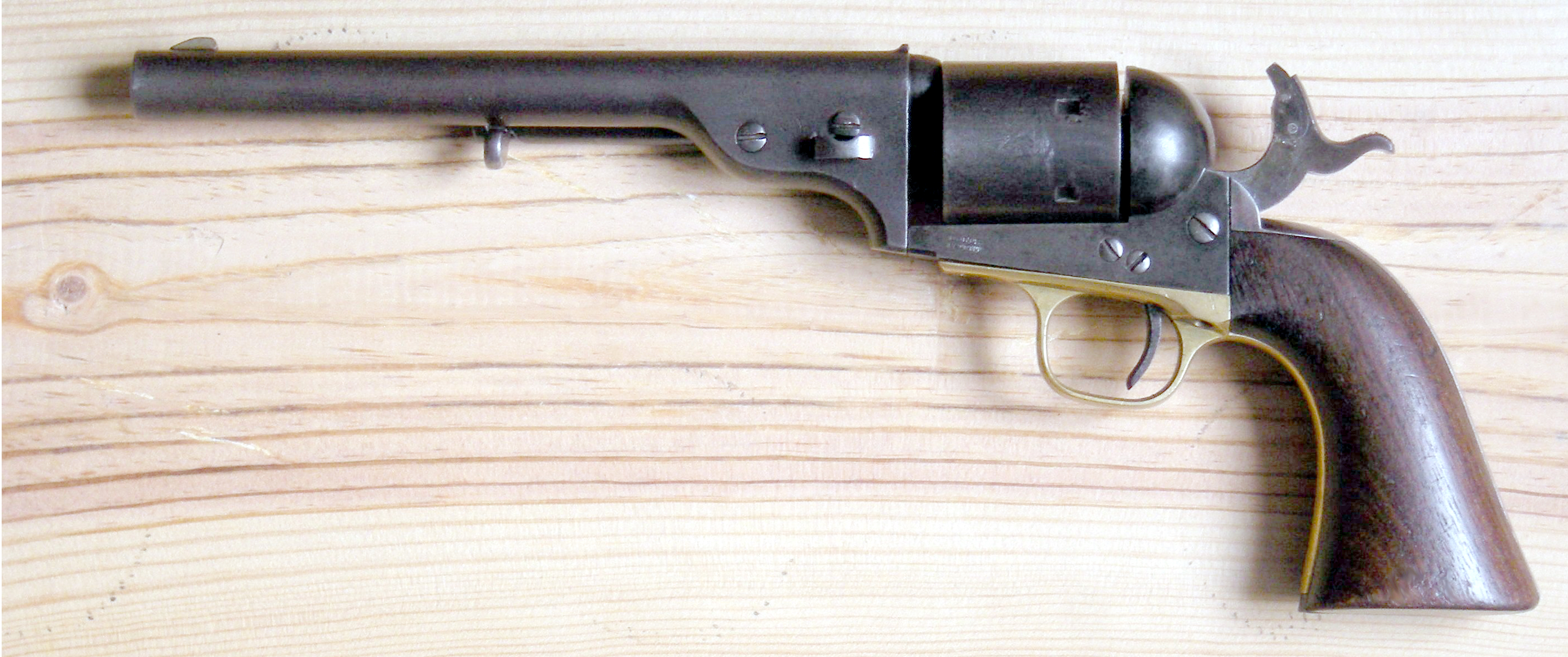
Colt Open Top, avec crosse du modèle 1860 Army

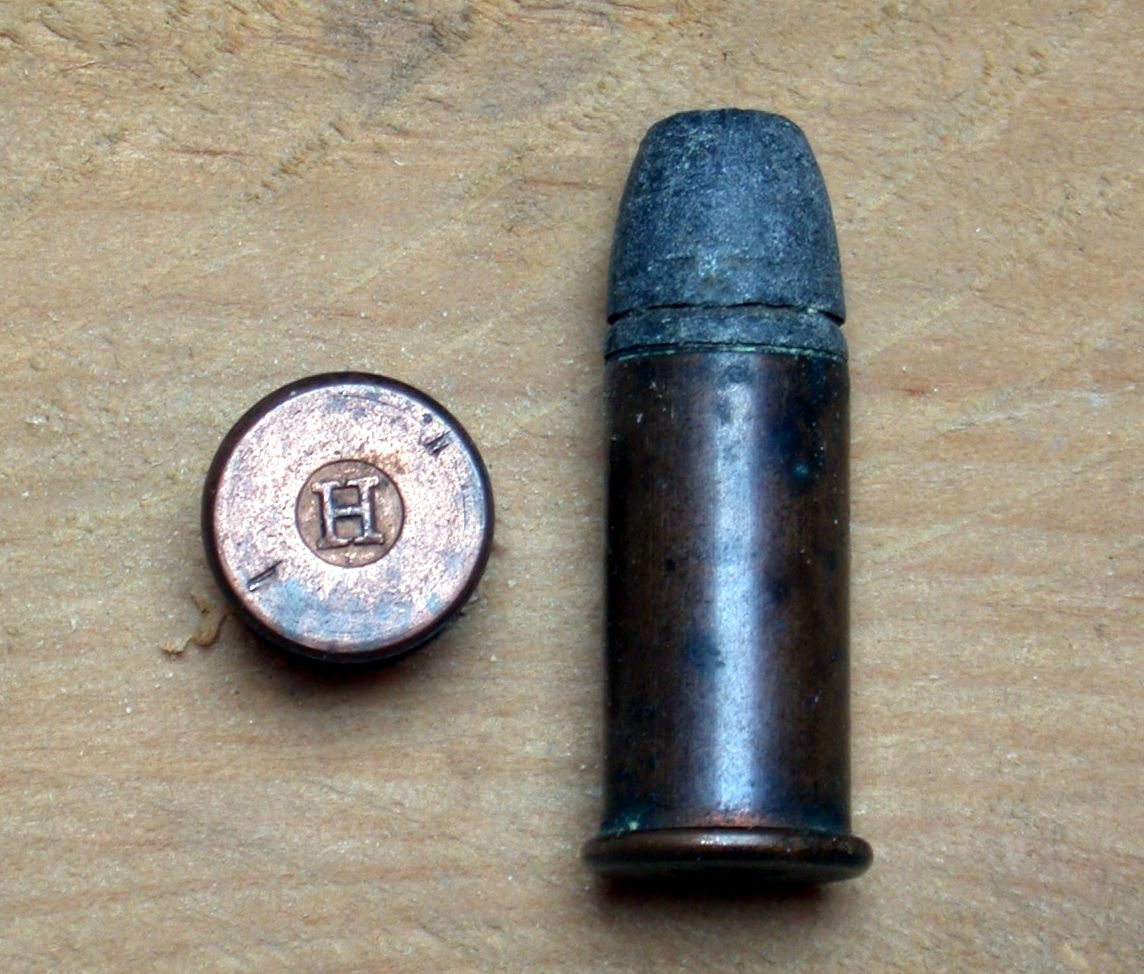
.44 Henry Flat Cartridge

## Données techniques
- Premiers modèles (numéro de série 1 - env. 1000) avec crosse courte du Colt 1851 Navy, plus tard crosse plus longue du Model 1860 Army
- Canon démontable, rayé, les 7 rayures du canon ont un taux de rotation progressif qui augmente de la chambre à la bouche.
- Platine avec seulement quatre pièces mobiles et trois ressorts.
- Percuteur riveté sur le chien.
- Pontet en laiton.
- Extracteur de douilles avec ressort.
- Hausse à l’arrière du canon.
- Munition : cartouches Henry de calibre .44, balle 13-14 grammes, charge propulsive : 1,7-1,8 gramme de poudre noire.
- Portée pratique : 50 m

## Apparition dans la culture populaire
Moins populaire que les Colt Model 1860 Army et Peacemaker, c'est l'arme de Stonewall (joué par Elisha Cook Jr.) dans L'Homme des vallées perdues.

## Littérature
- The Book of Colt Firearms, 1971, by Robert Q Sutherland & R.L.Wilson.

- A study of Colt Conversions, 1997, by Bruce McDowell, Krause Publications,  (ISBN 0-87341-446-2)

- Colt. Single Action Army Revolver Study, New Discoveries, 2003, by C. Kenneth Moore, Andrew Mowbray Inc. Publishers, Lincoln RI,  (ISBN 1-931464-07-3)

- The Peacemaker and its Rivals. An Account of the Single Action Colt, 1950, by John E. Parsons, William Morrow & Co., New York, NY.